# Ghana Petroleum Funds
Der Ghana Petroleum Funds ist ein Staatsfonds der ghanaischen Regierung und umfasst den Ghana Stabilisation Fund (GSF) und den Ghana Heritage Fund (GHF). Die Fonds müssen transparent verwaltet und im Rahmen ihrer verfassungsmäßigen und rechtlichen Rahmenbedingungen betrieben werden.

## Geschichte
Der Petroleum Revenue Management Act (PRMA) 2011, Gesetz 815, wurde am 11. April 2011 vom Parlament verabschiedet und vom Präsidenten genehmigt, um die Verwaltung der Erdöleinnahmen zu regeln. Das Gesetz definiert den Rahmen für die Erhebung, Zuteilung und Verwaltung der Erdöleinnahmen auf verantwortungsvolle, rechenschaftspflichtige und nachhaltige Weise zum Wohle der ghanaischen Bürger. Das PRMA wurde durch das Petroleum Revenue Management Amendment Act 2015, Gesetz 893, angepasst.

## Mitgliedschaften
Er ist Mitglied im International Forum of Sovereign Wealth Funds (IFSWF) und hat sich damit verbunden auch den Santiago-Prinzipien für angemessenes Handeln und ordentlicher Geschäftstätigkeit verschrieben.